# Rudolf Kraus (Künstler)

Rudolf Kraus (Mitte) bei den Arbeiten zu den Bleiintarsien

Rudolf Kraus (* 8. Dezember 1907 in Trautenau; † 5. Mai 1988 in Crimmitschau) war ein deutscher Maler und Grafiker.

## Leben
Rudolf Kraus studierte von 1926 bis 1928 an der Staatlichen Akademie für Kunst und Kunstgewerbe Breslau. Im Folgejahr kam er dann nach Chemnitz, wo er zunächst arbeitslos war und 1930 eingebürgert wurde. Im Jahr 1933 heiratete er, die Ehe blieb jedoch kinderlos. Von 1939 bis 1945 leistete er Kriegsdienst. Das Adressbuch verzeichnet ihn 1943 als Maler in der Clausstraße 92. Das Gebäude wurde 1945 durch Bomben zerstört.
Kraus blieb in Chemnitz/Karl-Marx-Stadt ansässig, wo er ab 1936 bis zu seinem Tod als freischaffender Künstler tätig war. Er war Mitglied im Verband Bildender Künstler der DDR.
Kraus fertigte zahlreiche Kunstwerke im öffentlichen Raum, wie schon vor 1940 die Wandbilder am Chemnitzer Hauptbahnhof, die 1956 entfernt wurden, oder die Graffiti an den Kindergärten Wiesenstraße (Sonnenuhr) und Reichenhainer Straße (Märchenfiguren) in Chemnitz. Weiterhin gestaltete er das Riesengraffito am Haus des Malermeister Karbe in Freiberg. Viele seiner Arbeiten, wie das Steinmetzrelief am „Güldenen Bock“ im Chemnitzer Rosenhof oder die Supraporten über den Verkaufseinrichtungen in der Straße der Nationen gingen nach der Wende durch Umbauarbeiten verloren.

## Weitere Werke (Auswahl)

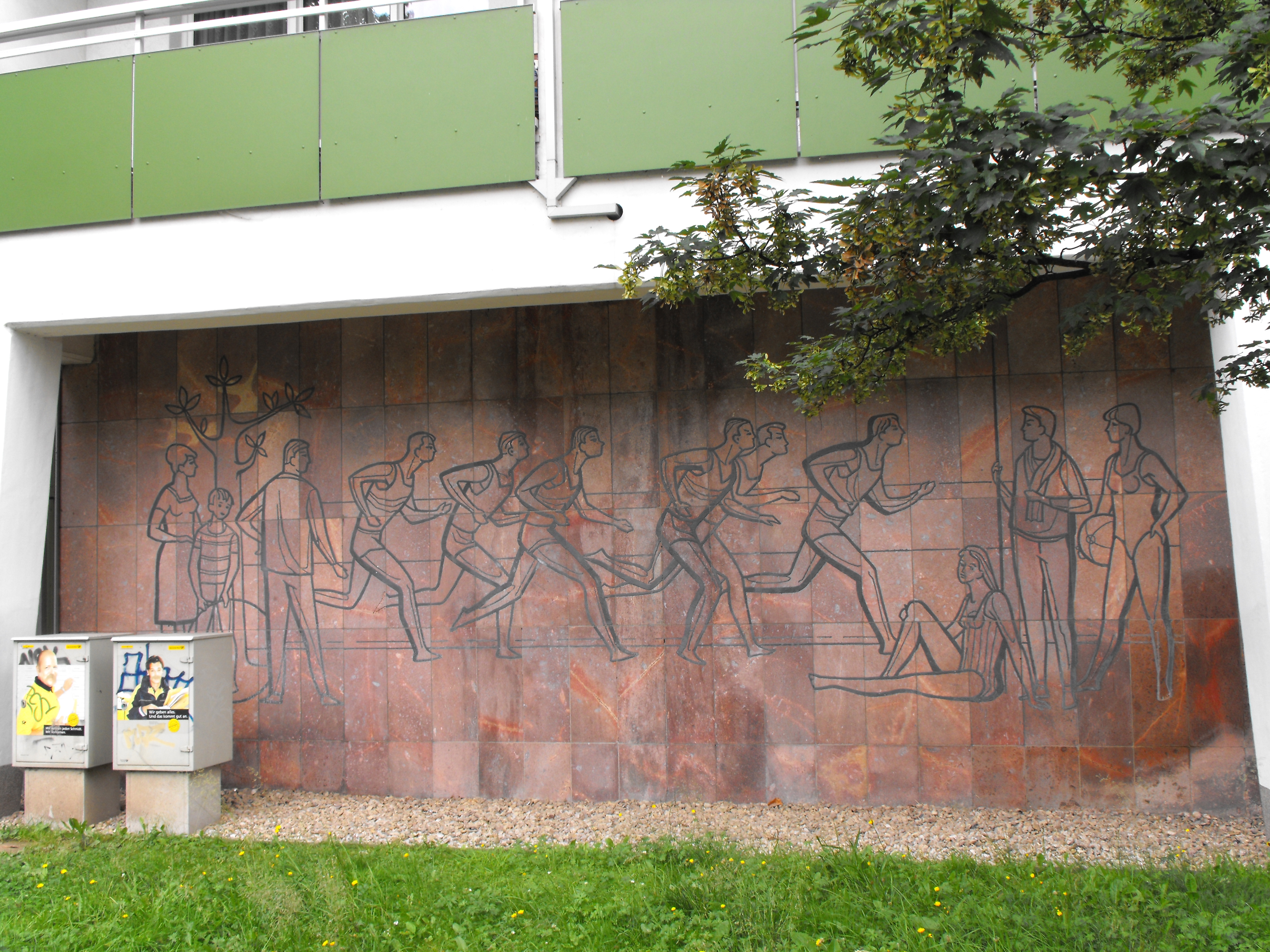
Bleiintarsien in der Chemnitzer Brückenstraße

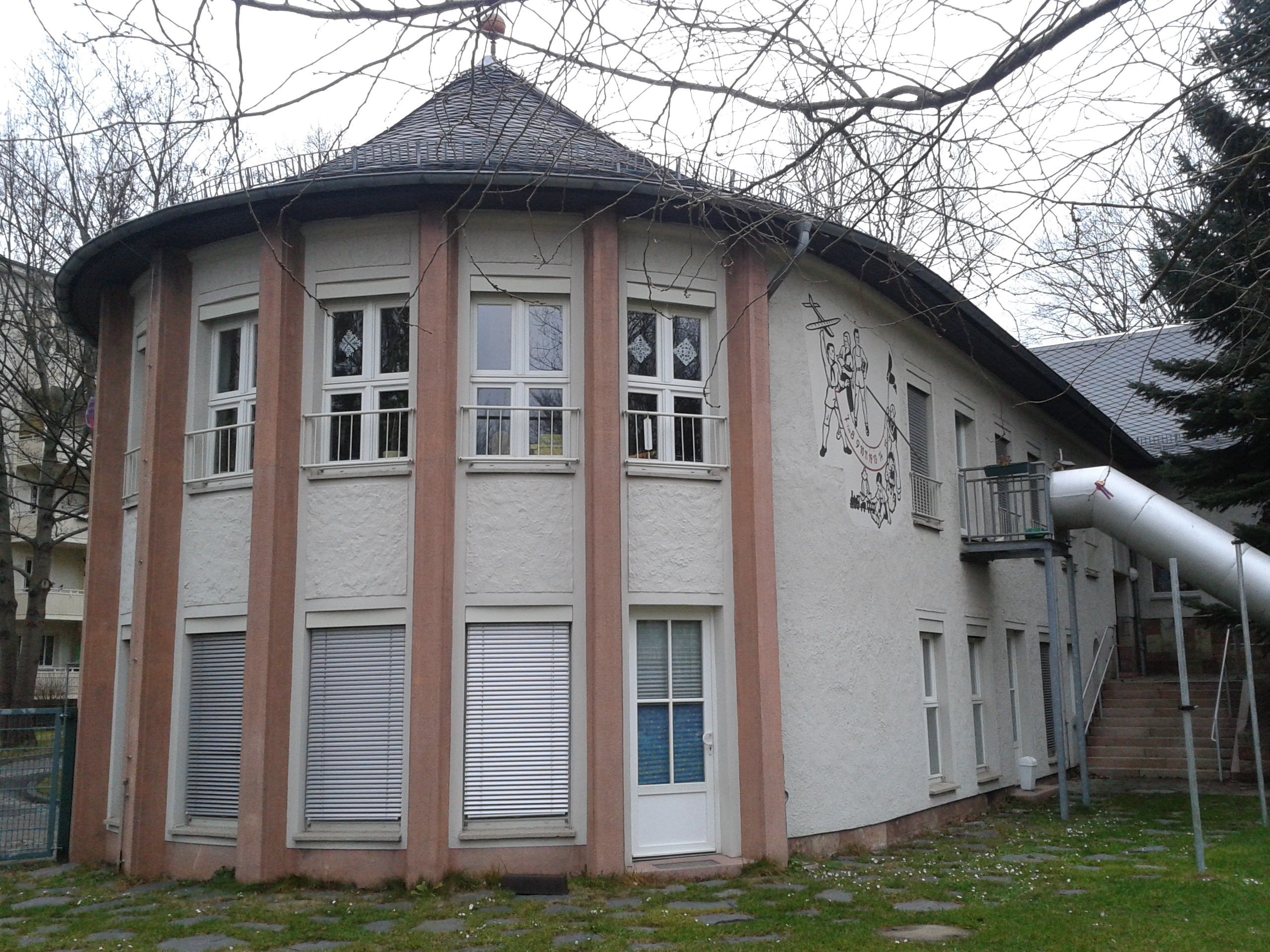
Graffito am Kindergarten Wiesenstraße (Sonnenuhr) von Rudolf Kraus

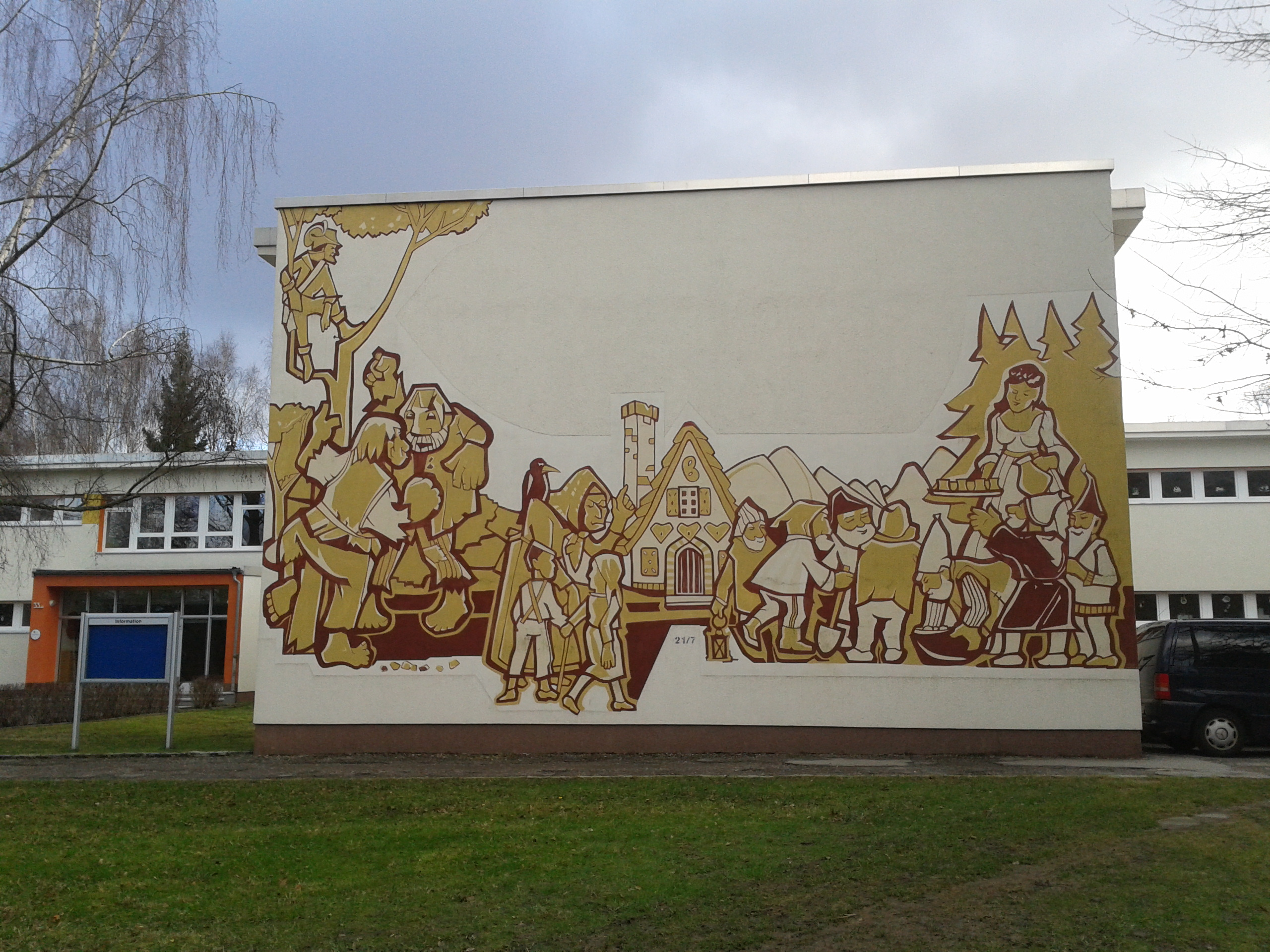
Graffito am Kindergarten Reichenhainer Straße (Märchenfiguren) von Rudolf Kraus

### Tafelbilder
- Maurer beim Innenausbau (Öl; 1952 auf der Mittelsächsischen Kunstausstellung)

- Alte Erzgebirglerin (Öl)[4]
- Alte Elisabeth (1954, Öl; Stadt- und Bergbaumuseum Freiberg)
- Georgius Agricola  (1956, Öl; in der Humboldt-Agricola-Buchhandlung im DAStietz)
- Bergleute auf dem Weg zur Arbeit (1959, Öl; Saxonia-Freiberg-Stiftung)[5]
- Sammeln zur Bergparade I. (1972/1973, Acryl auf Holz lasiert; Kunstsammlung der Wismut GmbH)

### Aquarell
- Warnemünde. Am Strom (1952 auf der Mittelsächsischen Kunstausstellung)

### Baugebundene Werke
- 1939: Wandbild im Gemeinschaftsraum der Staatlichen Oberschule für Jungen, Waldenburg
- 1962: mosaikartiges Sgraffito im Kulturhaus Aue
- 1964/1965: Bleiintarsien in der Chemnitzer Brückenstraße in Zusammenarbeit mit Robert Diedrichs, Rudolf Fleischer und Johannes Belz

## Ausstellungen (unvollständig)
- 1946: Chemnitz, Kaufstätte Merkur („Chemnitzer Künstler stellen aus“)[6] 1946/1947: Leipzig, Museum der bildenden Künste („Mitteldeutsche Kunst“)[7]
- 1947 und 1948: Freiberg, Stadt- und Bergbaumuseum („2. und 3. Ausstellung Erzgebirgischer Künstler“)[8][9]
- 1948: Chemnitz, Schlossberg-Museum, und Glauchau, Stadt- und Heimatmuseum Glauchau („Mittelsächsische Kunstausstellung“)[10] und bis 1958 weitere Mittelsächsische Kunstausstellungen
- 1959, 1960 und 1961: Karl-Marx-Stadt, Bezirkskunstausstellungen
- 1963: Karl-Marx-Stadt, Museum am Theaterplatz („10 Jahre Architektur, bildende Kunst und bildnerisches Volksschaffen in Karl-Marx-Stadt“)[11]
- 1969: Leipzig, Messehaus am Markt („Kunst und Sport“)